# Return to Sender (canción)
«Return to Sender» es una canción de 1962 grabada por Elvis Presley y publicada por Elvis Presley Music. El tema fue escrito por Winfield Scott y Otis Blackwell.

## Historia
La canción fue grabada el 27 de marzo de 1962, en los estudios Radio Recorders de Hollywood. 
Trata de un hombre que envía una carta a su novia después de una discusión. Ella la rechaza continuamente escribiendo "Return to Sender" (devolver al remitente); sin embargo, ella sigue recibiendo la carta y la sigue regresando al remitente con varias razones, incluyendo "dirección desconocida" y "ninguna persona". La trama central de la historia es que el hombre sigue enviando cartas, negándose a creer que la relación haya terminado.
La canción fue interpretada por Presley en la película Girls! Girls! Girls!, protagonizada por él mismo y Stella Stevens.
Gerri Granger publicó una canción a modo de respuesta bajo el título de "Don't Want Your Letters". Fue publicada como sencillo por Bigtop Records en noviembre de 1962.

## Posicionamiento
El sencillo alcanzó el número 1 en las listas británicas, durante las Navidades de 1962. En Estados Unidos llegó al número 2 de la lista Billboard Hot 100 y al número 1 en las listas Cash Box y Music Vendor . También entró en las listas R&B, alcanzando el puesto número 5.